# Coptera
Coptera é um género de vespas pertencentes à família Diapriidae.
O género tem distribuição quase cosmopolita.

## Espécies
Espécies (lista incompleta):
- Coptera acantha Montilla & García, 2016
- Coptera alticeps (Kieffer, 1911)
- Coptera angulata Muesebeck, 1980